# Ålands lantråd
Lantråd er titlen for formanden for landskapsregeringen på Åland.

## Ålands selvstyre
Åland er et selvstyrende landskab i Finland. Ålands selvstyre giver det en vidtgående autonomi inden for Finland. Den lovgivende magt indehaves af Ålands lagting (parlamentet).
Lagtinget udnævner en regering, landskabsregeringen, hvor lantråden er formand (regeringschef). Den liberale Viveka Eriksson, som havde posten i 2007-2011, var den første kvinde på posten. Siden 22. november 2011 er Camilla Gunell Ålands lantråd. Hun er den første socialdemokrat på posten.

## Regeringens navne
Ved selvstyret oprettelse i 1922 stod lantråden i spidsen for landskabsnævnet (landskapsnämnden). I 1951 stiftede nævnet navn til Ålands landskabsstyrelse. Navnet Ålands landskapsregering blev indført den 1. juni 2004. 

## Ålands regeringschefer
Ålands lantråd siden 1922:
- 1922-1938: Carl Björkman
- 1938-1955: Viktor Strandfält
- 1955-1967: Hugo Johansson
- 1967-1972: Martin Isaksson (landshøvding 1972-1982)
- 1972-1979: Alarik Häggblom (Liberalerna på Åland)
- 1979-1988: Folke Woivalin (Åländsk Center)
- 1988-1991: Sune Eriksson (Liberalerna på Åland)
- 1991-1995: Ragnar Erlandsson (Åländsk Center)
- 1995-1999: Roger Jansson (Frisinnad Samverkan)
- 1999-2007: Roger Nordlund (Åländsk Center)
- 2007-2011: Viveka Eriksson (Liberalerna på Åland)
- 2011-2015: Camilla Gunell (Ålands socialdemokrater)
- 2015–2019: Katrin Sjögren (Liberalerna på Åland)
- Siden 2019: Veronica Thörnroos (Åländsk Center)